# Êtes-vous fiancée à un marin grec ou à un pilote de ligne ?
Pour plus de détails, voir Fiche technique et Distribution.
Êtes-vous fiancée à un marin grec ou à un pilote de ligne ? est un film franco-italien réalisé par Jean Aurel en 1970.

## Synopsis
Roger Blanchard (Jean Yanne), fonctionnaire à un poste important au ministère de la Culture, quitte sa femme et ses deux enfants pour vivre avec sa jeune secrétaire.
Portrait acide de la crise de la quarantaine, ce film met en scène un personnage d'une extrême intelligence (Blanchard), et reconnu comme tel par son ministre, au grand dam de son supérieur hiérarchique plus direct. Si le film se termine par une rupture — motivée largement par la différence d'âge —, chacun des deux membres du couple a l'impression de commettre alors une très grande erreur.

## Fiche technique
- Titre original : Êtes-vous fiancée à un marin grec ou à un pilote de ligne ?
- Titre italien : Sono un marito infedele
- Réalisation : Jean Aurel
- Scénario : Jean Yanne et Jean Aurel, d'après le roman La Marche du fou de Henriette Jelinek
- Musique : Joss Baselli
- Photographie : Raoul Coutard
- Production : Pierre Braunberger
- Pays de production :  France,  Italie
- Genre : comédie
- Durée : 96 minutes
- Date de sortie :
  - France : 11 novembre 1970

## Distribution
- Jean Yanne : Roger Blanchard
- Nicole Calfan : Annette
- Francis Blanche : Maurice Gombaud
- Françoise Fabian : Marion Blanchard
- Michèle Bompart : La première maîtresse de Roger
- Venantino Venantini : l'inspecteur de police
- Marcel Gassouk : Le chauffeur de taxi
- Roger Peyrefitte : Le Ministre de la Culture
- Armando Francioli : Jean Andrieux, le photographe
- Yanti : Sylvie, la secrétaire du nouveau ministère
- Tina Kieffer : Catherine, la fille de Roger
- Vladimir Najman : Éric